# قورباغه‌های سیشل
قورباغه‌های سیشل (نام علمی: Sooglossidae) نام یک تیره از زیرراسته نوغوکان است که در جزایر سیشل و هند پیدا شدند.